# Deadalive
«Deadalive» (o «DeadAlive») es el decimoquinto episodio de la octava temporada de la serie de televisión de ciencia ficción The X-Files. Fue escrito por los productores ejecutivos Chris Carter y Frank Spotnitz, y fue dirigido por Tony Wharmby. Explora el arco narrativo de la mitología extratrerrestre de la serie. Después de su estreno en América del Norte el 1 de abril de 2001, recibió una calificación Nielsen de 7,3 y fue visto por 12,4 millones de espectadores. Obtuvo críticas mixtas; Si bien la mayoría de los críticos estaban contentos con el regreso del actor David Duchovny, algunos criticaron los agujeros en la trama del episodio. Más tarde ganó el último premio Emmy del programa, por Maquillaje Sobresaliente.
La temporada se centra en los agentes especiales de la Oficina Federal de Investigaciones (FBI), Dana Scully (Gillian Anderson) y su nuevo socio John Doggett (Robert Patrick), luego de la abducción extraterrestre y la muerte de su ex socio, Fox Mulder (Duchovny), quienes trabajan en casos vinculados a lo paranormal, conocidos como expedientes X. En este episodio, el agente Mulder es enterrado. Después de que el cuerpo del abducido Billy Miles (Zachary Ansley) revive antes de una autopsia, el asistente del director Walter Skinner (Mitch Pileggi) ordena que se exhume el cuerpo de Mulder. Cuando el cuerpo de Mulder es descubierto, se descubren signos vitales débiles. Mientras tanto, el agente rebelde del FBI Alex Krycek (Nicholas Lea) usa una infección de nanobot en la sangre de Skinner como palanca para obligarlo a matar al hijo por nacer de Scully. Finalmente, Mulder revive y se reúne con Scully.
«Deadalive» fue un hito en la historia de la serie, reintroduciendo a Duchovny después de su abducción por extraterrestres que planeaban colonizar la Tierra en el final de la séptima temporada «Requiem». Spotnitz y Carter deliberadamente escribieron y estructuraron el episodio de tal manera que implicaba que Duchovny había sido eliminado de la serie. «Deadalive» presentó varias escenas de maquillaje elaborado, que el artista principal de efectos de maquillaje Matthew Mungle solo tuvo seis días para completar. El episodio ha sido analizado por sus temas de enfermedad, sufrimiento, curación, salvación y resurrección; Mulder aparentemente resucitando de entre los muertos ha sido visto como una alusión a la resurrección de Jesús.

## Argumento

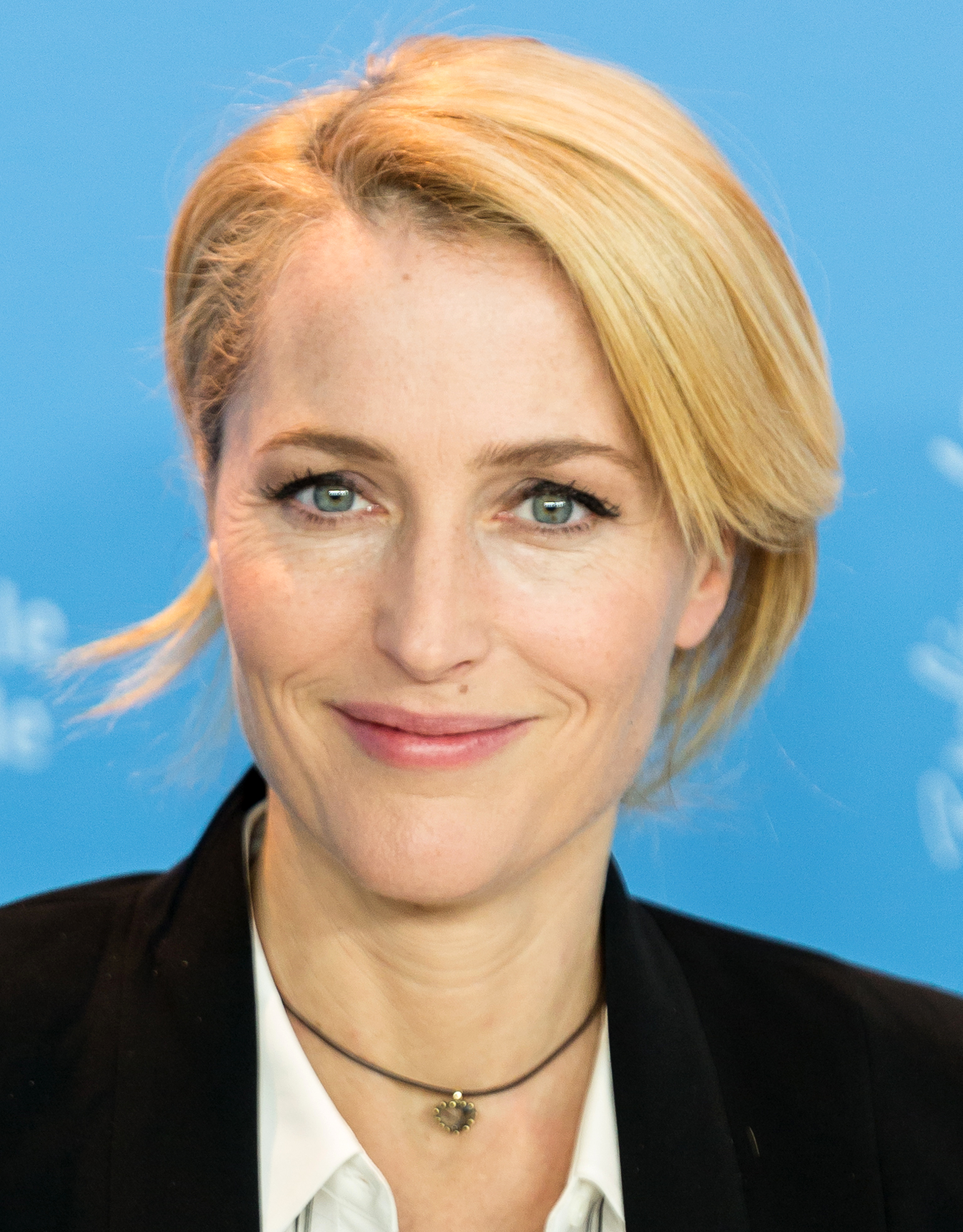
Gillian Anderson es Dana Scully.

### Trasfondo
En el final de la séptima temporada «Requiem», el agente especial del FBI Fox Mulder (David Duchovny) fue abducido por extraterrestres. En el estreno de la octava temporada «Within», John Doggett (Robert Patrick) tomó su lugar en los expedientes X y trabajó con Dana Scully (Gillian Anderson) para encontrar a Mulder. En «This Is Not Happening», Scully, Doggett y el subdirector del FBI, Walter Skinner (Mitch Pileggi), descubrieron varios abducidos que regresaron. Aunque casi todos estaban en estado crítico, un culto ovni, dirigido por el misterioso Absalom (Judson Scott), estaba usando los poderes curativos de Jeremiah Smith (Roy Thinnes) para tratar a los abducidos. Scully se dirigió a su recinto, solo para descubrir el cuerpo sin vida de Mulder en el bosque.

### Eventos
Tres meses después del funeral de Mulder, a Doggett se le ofrece una transferencia de los expedientes X. Se da cuenta de que si se va, la oficina estará cerrada, ya que Scully pronto estará de baja por maternidad. Mientras tanto, un barco pesquero encuentra el cuerpo en descomposición de Billy Miles (Zachary Ansley), un abducido que fue raptado al mismo tiempo que Mulder. Cuando Miles revive en la mesa de autopsias, Skinner, a pesar de las objeciones de Doggett, ordena que el cuerpo de Mulder sea exhumado y llevado a un hospital, por temor a que haya sido enterrado vivo. Cuando se abre el ataúd, un Mulder en descomposición, contrariamente a todas las expectativas científicas, muestra unos débiles signos vitales. Mientras tanto, Scully nota que Miles (ahora con soporte vital) tiene dos latidos cardíacos.
El subdirector Alvin Kersh intenta sin éxito convencer a Doggett de que deje de investigar la aparente muerte de Mulder. Poco tiempo después, mientras Skinner camina por un pasillo, Alex Krycek (Nicholas Lea) activa nanobots que previamente había colocado en el torrente sanguíneo de Skinner como chantaje. En un ascensor, Krycek se revela a un Skinner dolorido y le explica que tiene una vacuna que podría salvar la vida de Mulder. Sin embargo, solo se la dará si Skinner puede asegurarse de que Scully no dé a luz a su bebé por razones que no revela. Más tarde, solo en su cama de hospital, Miles recupera el conocimiento y se ducha. Mientras lo hace, su carne en descomposición se cae, revelando un cuerpo saludable debajo. Miles les dice a Scully y Doggett que los extraterrestres que lo abdujeron están tratando de salvar a la humanidad. Scully, sin embargo, recibe un informe de laboratorio que revela que el ADN de Miles ha cambiado sustancialmente; ahora es un nuevo ser. Skinner luego le dice a Scully que existe una cura para la enfermedad de Mulder, pero no explica las demandas de Krycek.
A partir de sus hallazgos médicos, Scully descubre que un virus extraterrestre mantiene vivos a los abducidos el tiempo suficiente para provocar una transformación genética radical, similar a la que experimentó Miles. Después de que Scully le cuenta a Doggett sobre la transformación, este visita a Absalom, quien cree que los abducidos están siendo resucitados y convertidos en extraterrestres que terminarán por conquistar la Tierra. Skinner, desgarrado por su decisión, retira a Mulder del soporte vital para que Krycek no se salga con la suya. Doggett, sin embargo, atrapa a Skinner en su intento. Skinner explica las demandas de Krycek, pero Doggett argumenta que ambas opciones no son razonables porque el hijo de Scully morirá o Mulder sucumbirá al virus. Doggett intenta localizar a Krycek en el estacionamiento de la sede del FBI, pero Krycek casi lo atropella con un auto y destruye la vacuna antes de escapar. Abatido, Doggett regresa al hospital y le dice a Skinner que hizo bien en no confiar en Krycek.
Doggett encuentra a Scully preparando a Mulder para la vacuna ahora destruida; ella le dice a Doggett que mantener a Mulder con soporte vital estaba acelerando la incubación del virus, y que Skinner efectivamente salvó la vida de Mulder al sacarlo. Ella afirma que podrá usar una combinación de medicamentos antivirales para matar el virus si pueden lograr que él y su temperatura se estabilicen. Más tarde, Scully se sienta junto a la cama de Mulder cuando recupera el conocimiento. Mira fijamente a Scully y pregunta: «¿Quién eres?». Al principio, Scully piensa que Mulder no la recuerda. Sin embargo, rápidamente se da cuenta de que en realidad está jugando una broma. Se ríe y Mulder pregunta: «¿Alguien me extrañó?». Scully responde con lágrimas. Más tarde en el FBI, Kersh expresa su decepción porque Doggett no siguió su consejo de abandonar el caso de Mulder y rescinde su oferta de ascenderlo. Doggett indica que seguirá trabajando en los expedientes X con Scully y Mulder.

## Producción

### Escritura

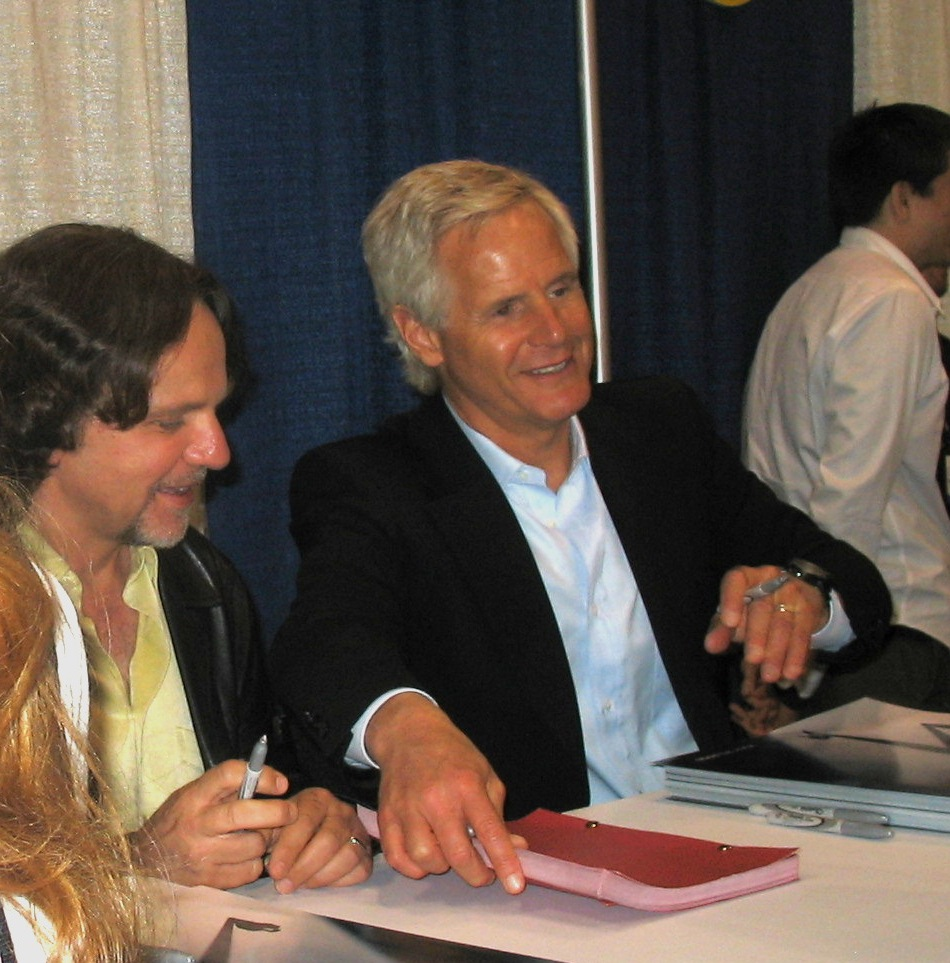
El productor ejecutivo Frank Spotnitz (izquierda) y el creador de la serie Chris Carter (derecha) coescribieron el episodio.

Al comienzo de la séptima temporada, varios miembros del elenco y del equipo sintieron que sería la última del programa. Deseando el cierre si el programa se cancelaba, el creador de X-Files Chris Carter trajo varios personajes del piloto de la serie para el final de temporada «Requiem»; esto incluyó más notablemente a Billy Miles, interpretado por Zachary Ansley. Después de que se confirmó una octava temporada del programa, la mitología del arco de la historia extraterrestre en curso para la serie cambió por razones tanto prácticas como artísticas. El exprotagonista de la serie, David Duchovny, dejó la participación a tiempo completo en la serie después de una larga demanda durante la temporada anterior. Para reemplazarlo, los productores del programa contrataron a Robert Patrick, aunque Duchovny finalmente accedió a regresar para la mitad de los episodios de la octava temporada. Como tal, «Deadalive» fue uno de los primeros episodios en los que Duchovny participó a tiempo completo. Además, Frank Spotnitz, productor ejecutivo y coguionista de «Deadalive», señaló que la mitología original del programa se había «retirado» mucho antes en «One Son» y «Closure». Para crear un «nuevo capítulo» en la mitología y solucionar la ausencia de Duchovny, la trama de la octava temporada se centró en gran medida en la búsqueda de Mulder en la primera mitad y la introducción de los supersoldados en la segunda. Debido al cambio de estilo y actores, Carter sintió que la octava temporada de The X-Files era el final de la «era Mulder-Scully».
Spotnitz quería que «Deadalive» se abriera de una manera que sorprendiera a los espectadores y les hiciera ver el episodio completo. Llegó a la conclusión de que la mejor manera de hacer esto era mostrar el funeral de Mulder. Sintió que «la muerte del héroe [de la serie] fue lo suficientemente impactante», pero que nadie esperaba que «Deadalive» comenzara descaradamente con un funeral. Explicó: «Pero aquí en realidad estamos enterrando al hombre... simplemente empujando algo lo más lejos posible porque la audiencia no puede creer que lo estés haciendo». El funeral fue costoso de filmar; varios actores, como Sheila Larken, que interpretó a la madre de Scully, necesitaron volar específicamente para la escena. Spotnitz dijo más tarde: «Es mucho dinero para gastar, pero, ya sabes, realmente no podías hacer el funeral de Mulder sin tenerlos allí, así que hicimos todo eso». A pesar de que el programa fue filmado en California y bajo una «gran presión financiera», se usó nieve real para las tomas en primer plano  y el fondo se pintó de blanco en posproducción. Spotnitz más tarde llamó a la secuencia «una escena divertida para escribir y poner en escena» y «una gran provocación».
A petición de Duchovny, Spotnitz y Carter escribieron un papel más importante de lo habitual para Skinner, planteándole el «dilema moral» de matar o no al hijo nonato de Scully o a Mulder. Al final, Spotnitz calificó los efectos de sus acciones, particularmente las secuelas de quitarle el soporte vital a Mulder, un «buen tipo de giro inesperado». El papel de Scully en «Deadalive» se basó en parte en la película de 1954 Magnificent Obsession, en el que el comportamiento de un joven hace que accidentalmente dejara ciega a una mujer. Para expiar este giro de los acontecimientos, se convierte en médico para curarla. Spotnitz señaló que «esa película estaba en mi mente y no en el buen sentido cuando imaginábamos a Scully en esta sala de operaciones donde se estaba trabajando con Mulder».

### Rodaje y efectos
«Deadalive» fue el segundo episodio dirigido por Tony Wharmby, después de «Via Negativa», escrito por Spotnitz. Spotnitz luego elogió la dirección de «Deadalive» como «fantástica». La mayor parte del episodio, como otros de las temporadas seis a nueve, se filmó en el área de Los Ángeles y sus alrededores. Spotnitz logró asegurar fondos suficientes para permitir que la escena del arrastrero de pesca fuera filmada frente a la costa de Los Ángeles, una situación con la que estaba «muy complacido». También dijo que después de que la serie se mudara de Vancouver después de la quinta temporada, el set del edificio J. Edgar Hoover se volvió más importante para el espectáculo que antes. Por esta razón, la escena en la que Skinner se derrumba fue filmada casi en su totalidad en un plató de pasillo del FBI. Esta secuencia recuerda el episodio de la sexta temporada «S.R. 819», que mostraba a Skinner siendo envenenado con nanobots por Krycek.

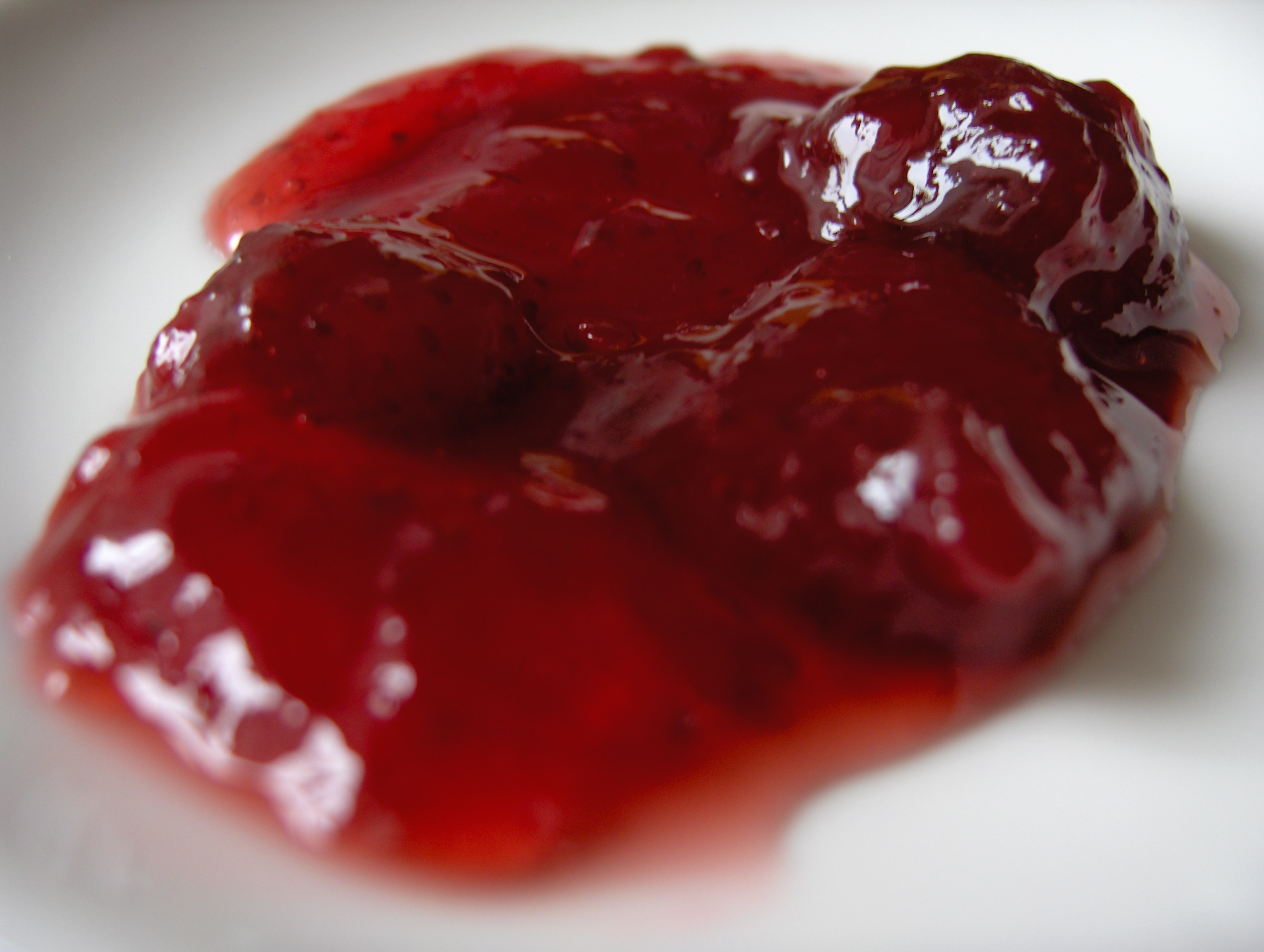
Mermelada de fresa, entre otras cosas, se usaron para crear el efecto de muda de carne.

El artista de efectos de maquillaje Matthew Mungle fue el responsable de retratar la descomposición de los cuerpos de Mulder y Miles. Spotnitz quedó particularmente impresionado con la escena de la autopsia de Miles, calificándola de «algo nuevo que hacer [en] la última etapa del juego». Dado que los cuerpos humanos que se han descompuesto en el agua se vuelven «grotescamente... desfigurados», el cuerpo de Miles era «una versión atenuada de lo que sería la realidad». Para crear la escena, se usaron vendajes de yeso para crear un molde de la parte delantera y trasera del cuerpo de Ansley; estos, a su vez, se utilizaron para crear un yeso de fibra de vidrio. Esto fue esculpido con arcilla de agua para crear la apariencia de un cuerpo hinchado. Posteriormente, se hizo un molde de la arcilla y se creó un traje de cuerpo con látex. A medida que avanzaba el proyecto, Mungle envió fotos a Carter, quien dio la aprobación final. En la escena de la ducha de Miles, se colocó una mezcla de «moco rojo», que incluía mermelada de fresa, sobre la piel de Ansley. Luego se colocó piel falsa, creada a partir de piezas delgadas de uretano, encima de esta mezcla y se bombeó agua tibia para crear la ilusión de muda de carne. Según los informes, Mungle solo tuvo seis días para completar las prótesis para el episodio. Mungle señaló más tarde que después de que le dijeron lo que implicaría la escena, preguntó: «si podemos resolver algo, ¿podríamos mostrarlo en la televisión?» Mientras que el estudio aprobó el metraje, Spotnitz más tarde llamó a la secuencia «terriblemente gráfica»; se sorprendió de que la secuencia pasara la censura, ya que sería difícil mostrarla en una película con clasificación PG.
Debido al contrato de Duchovny, solo estaba disponible para filmar ciertos días. Spotnitz comentó sobre la ironía de «pagar todo este dinero para obtener los servicios [de Duchovny] por un tiempo limitado» solo para que pase la mayor parte del episodio «en una cama de hospital, semimuerto». Más tarde lamentó el acceso limitado a Duchovny, ya que impedía el «uso más satisfactorio del actor o personaje». Algunas escenas con Mulder fueron filmadas con diferentes personas. Por ejemplo, la escena en la que se exhuma a Mulder fue filmada con un doble que llevaba una máscara con el rostro de Duchovny. La maquilladora principal Cheri Montesanto-Medcalf dijo más tarde: «Fue brillante, porque nadie lo sabía». Para las tomas del doble de riesgo y de Duchovny más adelante en el episodio, usó claras de huevo y una máscara facial para darle a la piel de Mulder un «efecto de piel seca y agrietada realmente genial».

## Temas

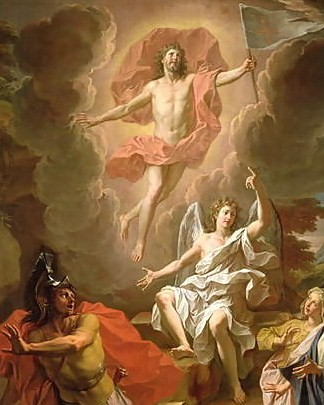
La resurrección de Mulder ha sido comparada con la resurrección de Jesucristo.

«Deadalive», junto con otros episodios de la octava temporada, explora los temas de «resurrección y salvación humana... enfermedad, sufrimiento y curación». Estos surgieron en el estreno de la temporada, «Within», cuando a Scully se le muestra la lápida de Mulder. El arco continuaría en «The Gift», que exploró las implicaciones de la enfermedad cerebral inoperable de Mulder y presentó la resurrección de un John Doggett temporalmente fallecido. En «Deadalive», el tema de la resurrección reaparece con toda su fuerza: Billy Miles es encontrado muerto pero revive. Del mismo modo, Mulder está enterrado durante tres meses, pero lo devuelven a la vida. Este subtema continuaría en la novena temporada en episodios como «Audrey Pauley».
El episodio es uno de los muchos que presentan a Mulder como una figura parecida a Cristo. En We Want to Believe, Amy Donaldson escribe que el episodio es el más dramático de las «múltiples resurrecciones» de Mulder. Ella compara su resurrección con la de Jesús, a quien Mulder «supera» al «permanecer en la tumba durante tres meses en lugar de simplemente tres días». Durante el funeral de Mulder, el ministro lee Juan 11:25-26: «Todo aquel que vive y cree en mí, no morirá jamás». Según las Escrituras, Jesús pronunció estas palabras cuando resucitó a Lázaro de Betania de entre los muertos, y muchos eruditos bíblicos señalan que el versículo presagia su propia resurrección. Previamente, en «Millennium» de la séptima temporada, el verso fue utilizado por un nigromante, pero por la razón equivocada. El nigromante quería resucitar a los muertos recitando el verso, pero solo sus cuerpos regresaron como zombis. En «Deadalive», Mulder regresa de entre los muertos tanto en mente como en cuerpo.
Donaldson también establece paralelismos entre la octava temporada del programa y los Evangelios, y entre la novena temporada y los Hechos de los Apóstoles. En los Evangelios, Jesús es devuelto a la vida pero luego deja a sus seguidores, permitiéndoles difundir su mensaje; esto está registrado en Hechos, el quinto libro del Nuevo Testamento. En The X-Files, Mulder sigue un curso similar. Después de volver a la vida en «Deadalive», investiga varios casos antes de desaparecer al comienzo de la novena temporada en «Nothing Important Happened Today». Durante la novena temporada, Scully, Doggett y Mónica Reyes continúan su búsqueda.

## Recepción

### Emisión y audiencia
«Deadalive» se estrenó en la televisión estadounidense el 1 de abril de 2001. El episodio obtuvo una calificación Nielsen de 7,3 con una participación del 11 por ciento, lo que significa que fue visto por el 7,3 por ciento de todos los hogares equipados con televisión y el 11 por ciento de los que ven la televisión. Fue visto por 12,4 millones de espectadores en general. El episodio ganó por Maquillaje Sobresaliente para una Serie en la 53.ª edición de los Premios Primetime Emmy en 2001; sería la última victoria en un Emmy para The X-Files. «Deadalive» se lanzó por primera vez como un DVD de un solo episodio en el Reino Unido el 6 de agosto de 2001, para la Región 2. El 4 de noviembre de 2003, el episodio fue lanzado como parte del DVD de la octava temporada. El episodio más tarde se incluyó en The X-Files Mythology, Volume 4 - Super Soldiers, una colección de DVD que contiene entregas relacionadas con la saga de los supersoldados.

### Reseñas

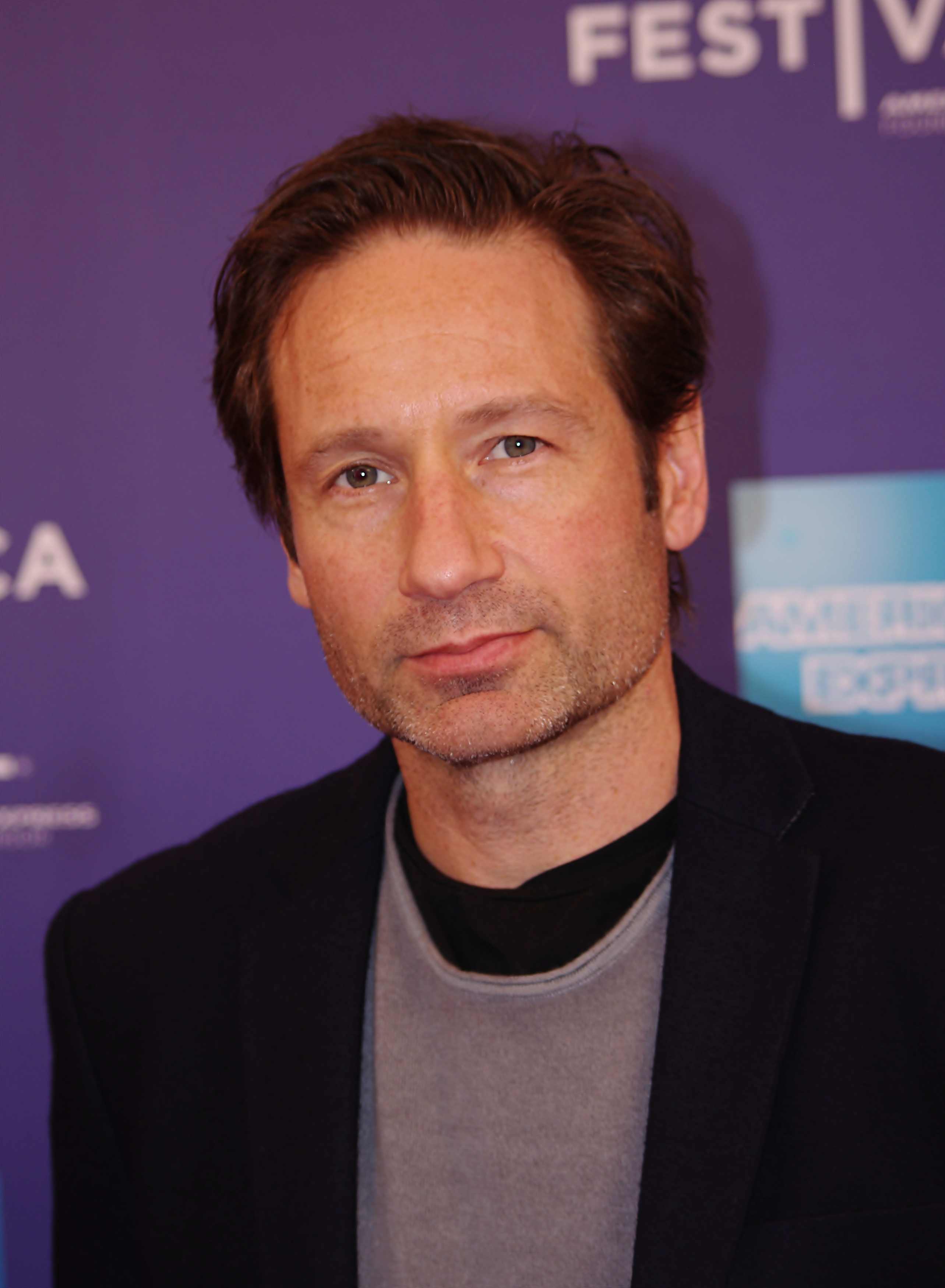
Muchos críticos estaban contentos con el regreso de David Duchovny como Fox Mulder.

El episodio recibió críticas mixtas; muchos críticos elogiaron el regreso de Fox Mulder, aunque otros sintieron que el episodio tenía varios agujeros en la trama y era demasiado complicado. Robert Shearman y Lars Pearson, en su libro Wanting to Believe: A Critical Guide to The X-Files, Millennium & The Lone Gunmen, le dieron a «Deadalive» cinco estrellas y llamaron a su humor y trama simplista la «guinda del pastel». Elogiaron su diferencia estilística con el episodio anterior, «This Is Not Happening», que describieron como «atmosférico y cargado de fatalidad». Los dos llamaron a «Deadalive» una «porción de tonterías de ciencia ficción, con escenas de acción, fragmentos de terror espeluznante [y] un reexamen de la mitología del programa». Jessica Morgan de Television Without Pity le dio al episodio una «A−» y escribió: «¡Nunca más te vayas, David! ¡Retiro todo lo malo que dije sobre ti! ¡Te amo tanto como siempre!».
Asimismo, George Avalos y Michael Liedtke del Contra Costa Times elogiaron el regreso a la pantalla de personajes como Mulder y Krycek. Sintieron que muchos episodios de la octava temporada funcionaron bien porque «Chris Carter parece estar asumiendo un papel aún más activo en la serie que se identifica más estrechamente con él». Zack Handlen de The A.V. Club le otorgó al episodio una «B+» y escribió que «es una medida de la efectividad de un programa para ver qué tan convincentemente los escritores pueden amenazar a un personaje principal y hacer que la subsiguiente supervivencia de ese personaje no sea una trampa» en lo que respecta a la resurrección de Mulder. Aplaudió el hecho de que el episodio tenga suspenso, aunque el final tiene cierta inevitabilidad. Handlen también comentó positivamente sobre la actuación de Anderson, aunque señaló que ella «es en gran parte empujada a un lado durante la mayor parte» del episodio, y la reaparición de Lea, y señaló que «siempre es divertido ver a Krycek». Sin embargo, argumentó que la conclusión «tiene menos sentido cuanto más lo piensas», pero que la escena final con Mulder y Scully «compensa la artimaña».
No todas las críticas fueron positivas. Paula Vitaris de CFQ le dio al episodio una estrella y media de cuatro. Criticó su trama y señaló una serie de lagunas en la trama, como la supervivencia de Mulder durante tres meses sin comida ni agua, y el hecho de que su cuerpo no fue autopsiado ni embalsamado. Tom Kessenich, de Examinations: An Unauthorized Look at Seasons 6–9 of the X-Files, calificó la trama de «madera y enrevesada» y sintió que «preparaba el escenario para... la cuenta regresiva hacia el final del tiempo de Fox Mulder en The X-Files». Sin embargo, felicitó a Anderson por su actuación «eficaz».
La revista SFX clasificó el episodio como la sexta mejor resurrección en su «Top 10 mejores resurrecciones», razonando que permitió a Mulder estar presente para lo que entonces era el final de la serie un año después. Sin embargo, la revista sintió que su regreso hizo que «el agente Doggett del pobre Robert Patrick fuera un poco superfluo», y que la trama era bastante complicada. En una lista que compara los episodios de Fringe con los de X-Files, el escritor de UGO Networks, Alex Zalben, nombró a «Deadalive» como la mejor historia de resurrección, superando a «Unearthed» de Fringe. Zalben citó la «reunión emocional al final» como el factor decisivo, aunque «ambos [episodios] apestan».